# واين باتريك
واين باتريك (بالإنجليزية: Wayne Patrick)‏ هو لاعب كرة قدم أمريكية أمريكي، ولد في 1 سبتمبر 1946 في غينزفيل في الولايات المتحدة، وتوفي في 23 مارس 2010 في بوفالو في الولايات المتحدة.

## وصلات خارجية
- واين باتريك على موقع مرجع كرة القدم المحترفة.كوم (الإنجليزية)